# کریزن‌لیزومب
کریزَن‌لیزومَـب (به انگلیسی: Crizanlizumab) یک پادتن مونوکلونال است که توسط شرکت نوارتیس ساخته شده و پی-سلکتین را هدف قرار می‌دهد. این شرکت دارویی، کریزَن‌لیزومب را دارویی مؤثر در پیشگیری از بروز «بحران انسداد عروقی» در مبتلایان به کم‌خونی داسی‌شکل می‌داند.
نتایج فاز دوم کارآزمایی بالینی SUSTAIN در دسامبر ۲۰۱۶ منتشر شد.
این دارو در درمان بحران‌های انسداد عروقی که یکی از عوارض دردناک و شایع بیماری کم‌خونی داسی‌شکل است، در افراد ۱۶ سال به بالا استفاده می‌شود.
سازمان غذا و داروی آمریکا این دارو را نوامبر ۲۰۱۹ مورد پذیرش قرار داد.

## پاتوفیزیولوژی
مولکول‌های پی-سلکتین در سطح درونی لایه درون‌رگی وجود دارند و در بروز بحران‌های انسداد عروقی در مبتلایان به کم‌خونی داسی‌شکل نقش دارند. داروی کریزَن‌لیزومب، پی-سلکتین‌ها را هدف قرار می‌دهد.